# Wiśnia pospolita

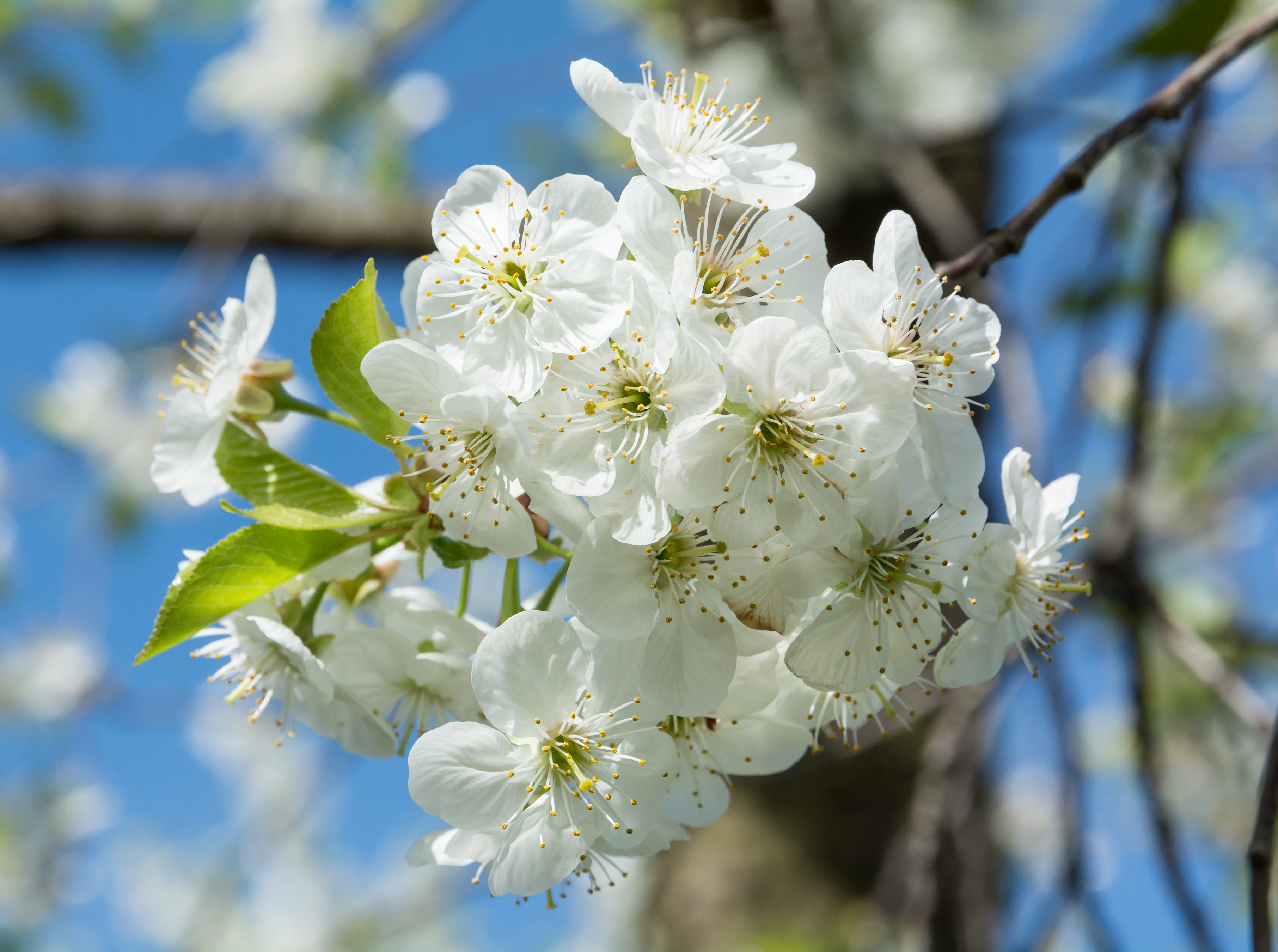
Kwiatostan wiśni pospolitej

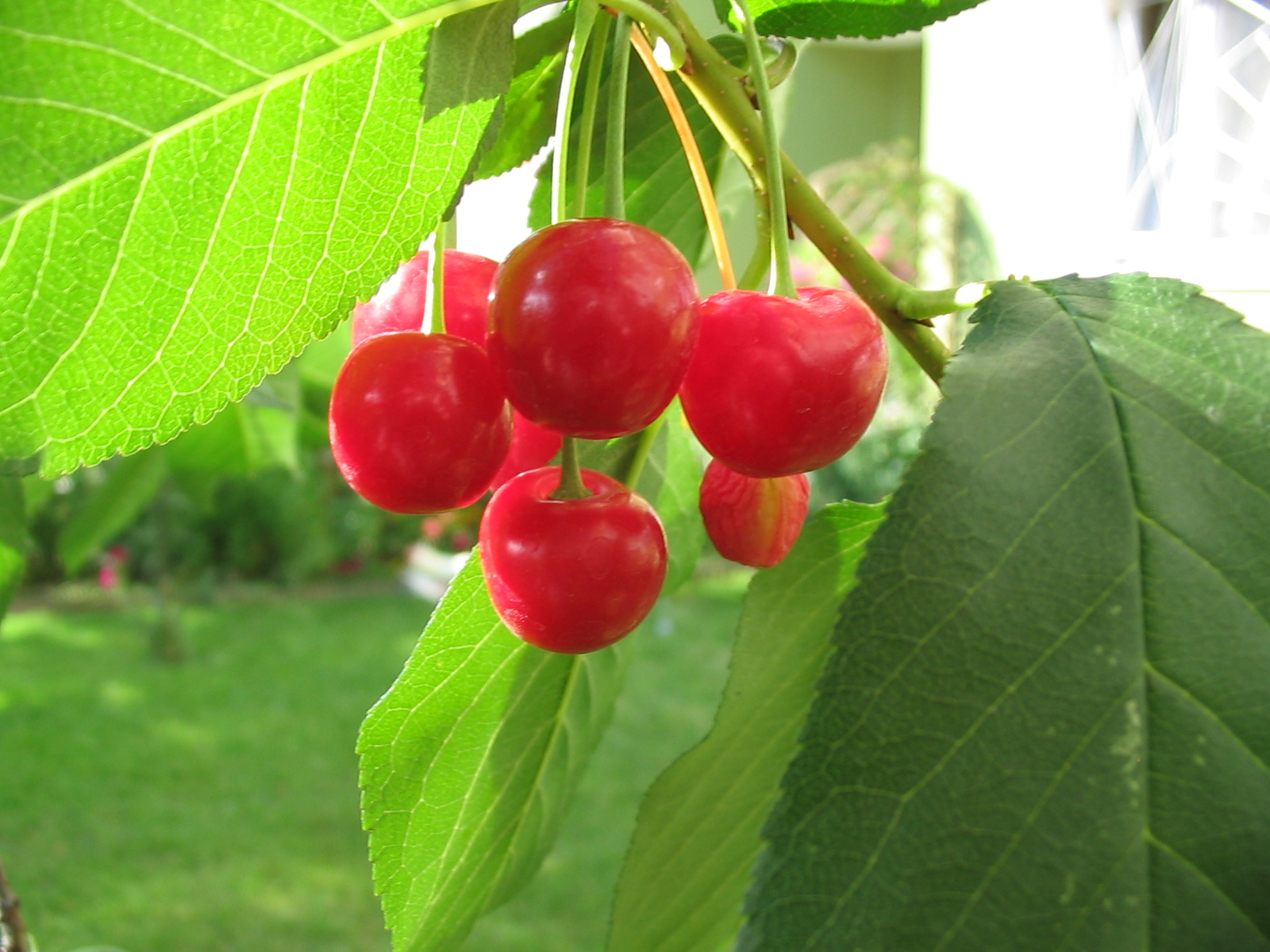
Owoce

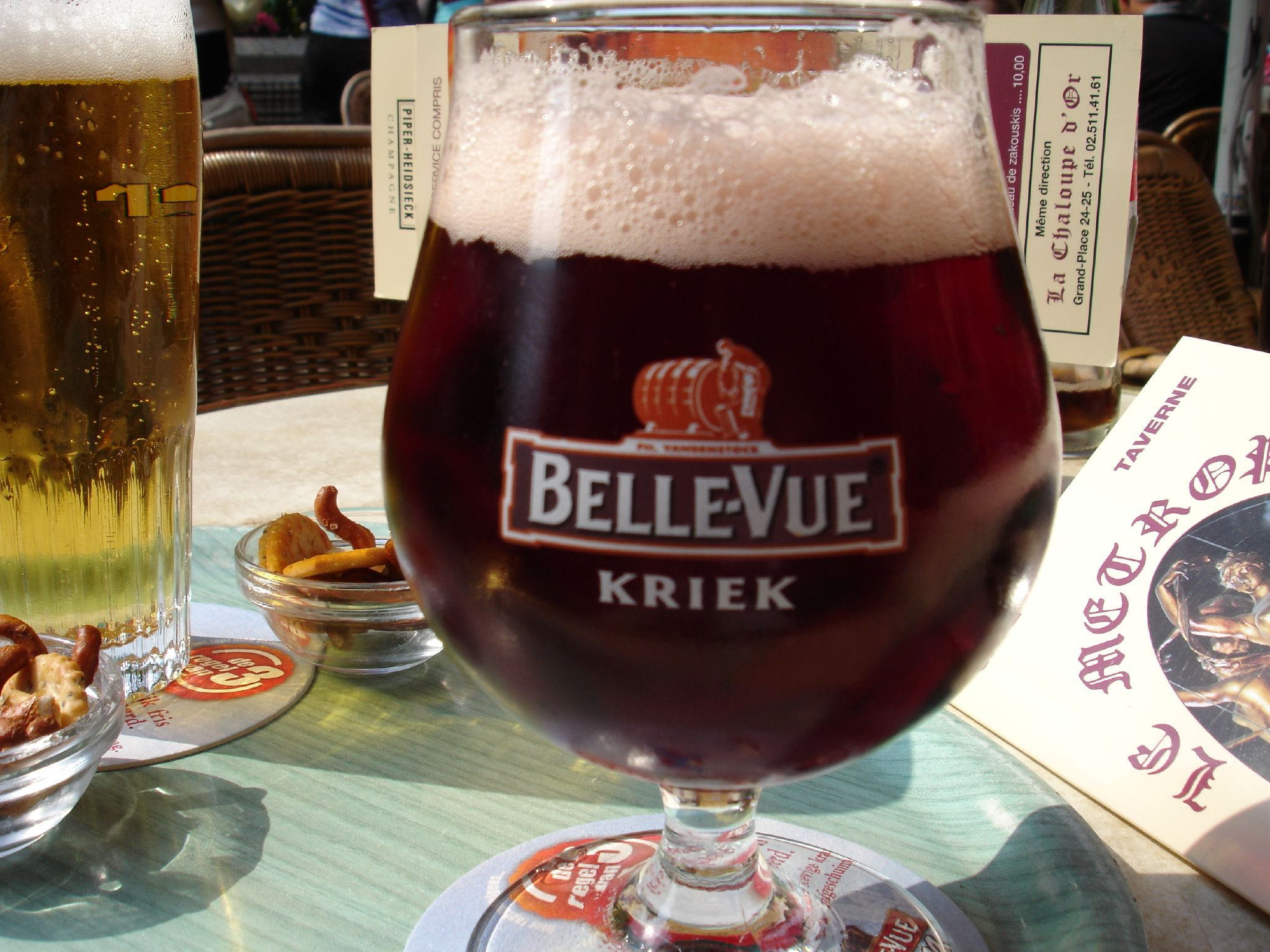
Kriek piwo z wiśni

Wiśnia pospolita (Prunus cerasus L.) – gatunek rośliny z rodziny różowatych. Jest gatunkiem poliploidalnym, pochodzi z Azji Mniejszej, zapewne powstała wielokrotnie jako wynik krzyżowania diploidalnej wiśni ptasiej z tetraploidalną wiśnią karłowatą. Występuje wyłącznie jako roślina uprawna oraz dziczejąca.
Inne nazwy zwyczajowe: wiśnia szkliwka, w. zwyczajna, wiśnia.

## Morfologia
PokrójKrzew lub drzewo do 5 m wysokości. Często z licznymi odrostami korzeniowymi i luźną koroną, z gałęziami zwisającymi i cienkimi lub wyprostowanymi. Kora czerwonobrązowa i lśniąca.
LiścieMniej więcej eliptyczne (5–12 cm długości) piłkowane lub podwójnie piłkowane, skórzaste i czasem błyszczące, od spodu prawie nagie, ogonek zwykle z 1–2 gruczołkami.
KwiatyNa krótkopędach po 1–5, na szypułkach 2–4 cm długości, białe, 2–3 cm średnicy; pojawiające się przed rozwinięciem liści. Pęczki kwiatów są otoczone nie tylko łuskami, ale również małymi listkami.
OwoceKuliste pestkowce o średnicy ok. 1,5 cm. Cienka skórka jest gładka, błyszcząca, czerwona lub czerwonoczarna. Miąższ soczysty ma kwaśny lub słodki smak, a jego sok jest bezbarwny lub barwny, plamiący.

## Biologia i ekologia
Roślina wieloletnia, megafanerofit lub nanofanerofit. Kwitnie w kwietniu, maju. Liczba chromosomów 2n= 32. Wiśnia rośnie najlepiej na przepuszczalnych i niezbyt ciężkich glebach, dobrze znosi suszę.

## Systematyka i zmienność
- Daje mieszańce z wiśnią ptasią oraz wiśnią karłowatą[9].
- Występuje w podgatunkach[4]:
  - subsp. acida (Dumort.)Asch. & Graebn. – wiśnia pospolita kwaśna
  - subsp. vulgaris – wiśnia pospolita typowa

## Zastosowanie
Uprawiana głównie jako roślina sadownicza w licznych odmianach. W Polsce w uprawie można spotkać około 30 odmian, a najpopularniejsza z nich to stara odmiana Łutówka. Liczba odmian zalecanych do uprawy przez Centralny Ośrodek Badania Odmian Roślin Uprawnych wynosi obecnie 15. Owoce wykorzystywane są głównie w przetwórstwie spożywczym. Produkuje się z nich soki, dżemy, wina i nalewki. Niewielką część produkcji przeznacza się do bezpośredniego spożycia.
Drewno wiśni stosowane jest również w stolarce, jest dość twarde, odporne na obciążenia i dobrze poddające się obróbce. Stosowane do produkcji: mebli, oklein oraz instrumentów muzycznych. Drewno wiśni ze względu na aromat wykorzystywane jest również do wędzenia mięsa.

## Uprawa
WymaganiaWiśnia pospolita preferuje przepuszczalne podłoże, najlepiej niezbyt ciężkie, może być piaszczyste, ale nie podmokłe. Miejsca nasłonecznione lub lekko zacienione są lubiane przez tę roślinę. Drzewo wiśni nie lubi środowiska zbyt obfitego w wodę, dlatego nie ma potrzeby jej podlewania (jedynie wyjątkowo w okresie suszy). Wiśnia jest bardzo wrażliwa na przymrozki.

## Choroby
- wirusowe: jamkowatość pnia drzew pestkowych, liściozwój czereśni, nekrotyczna pierścieniowa plamistość drzew pestkowych, rdzawa nekrotyczna pstrość czereśni, szorstkość liści czereśni, zdrobnienie owoców czereśni, zielona pierścieniowa plamistość czereśni, żółtaczka wiśni[12]
- wywołane przez bakterie i fitoplazmy: bakteryjna plamistość drzew pestkowych, europejska żółtaczka drzew pestkowych, guzowatość korzeni, rak bakteryjny czereśni ptasiej[12]
- wywołane przez lęgniowce i grzyby: biała zgnilizna korzeni, brunatna zgnilizna drzew pestkowych, czarcie miotły czereśni, drobna plamistość liści drzew pestkowych, dziurkowatość liści drzew pestkowych, gruzełek cynobrowy, leukostomoza drzew pestkowych, opieńka miodowa, parch czereśni, rak drzew owocowych i zgnilizna owoców, rak kory drzew owocowych, srebrzystość liści, szara pleśń werticilioza drzew i krzewów owocowych, zasychanie liści czereśni, zgnilizna pierścieniowa podstawy pnia drzew owocowych, zgorzel pędów drzew owocowych[12].